# Soosilla
Soosilla – wieś w Estonii, w prowincji Tartu, w gminie Ülenurme.